# Distrito de Kulgam
Kulgam es un distrito de la India en el estado de Jammu y Cachemira. Código ISO: IN.JK.KU.
Comprende una superficie de 490 km².
El centro administrativo es la ciudad de Kulgam.

## Demografía
Según censo 2011 contaba con una población total de 422 786 habitantes, de los cuales 206 114 eran mujeres y 216 672 varones.